# Beervelde
Beervelde est une section de la commune belge de Lochristi située en Région flamande dans la province de Flandre-Orientale. Beervelde était un hameau de Destelbergen jusqu'en 1921 quand le village fut érigé en commune à part entière pour devenir une section de Lochristi lors des fusions des communes de 1977.

## Démographie

### Évolution démographique
- Sources : INS, Rem. : 1831 jusqu'en 1970 = recensements, 1976 = nombre d'habitants au 31 décembre[2].